# Jennifer Piot
Jennifer Piot (ur. 24 marca 1992 w La Tronche) – francuska narciarka alpejska, złota medalistka mistrzostw świata juniorów.

## Kariera
Po raz pierwszy na arenie międzynarodowej Jennifer Piot pojawiła się 26 listopada 2007 roku w Val Thorens, gdzie w zawodach FIS Race zajęła 45. miejsce w gigancie. W 2009 roku wystartowała na mistrzostwach świata juniorów w Garmisch-Partenkirchen, gdzie jej najlepszym wynikiem było piąte miejsce w kombinacji. Jeszcze czterokrotnie startowała na imprezach tego cyklu, największy sukces osiągając podczas mistrzostw świata juniorów w Québecu w 2013 roku, gdzie zwyciężyła w zjeździe. W zawodach tych wyprzedziła bezpośrednio Austriaczkę Stephanie Venier i swą rodaczkę, Romane Miradoli.
W zawodach Pucharu Świata zadebiutowała 7 marca 2010 roku w Crans-Montana, zajmując 43. miejsce w supergigancie. Pierwsze pucharowe punkty wywalczyła 8 grudnia 2013 roku w Lake Louise, zajmując 30. miejsce w tej samej konkurencji. Najlepsze wyniki osiągnęła w sezonie 2014/2015, kiedy zajęła 81. miejsce w klasyfikacji generalnej. W 2015 roku wystartowała na mistrzostwach świata w Vail/Beaver Creek, zajmując 26. miejsce w supergigancie i 24. miejsce w zjeździe. Wystartowała na Zimowych Igrzyskach Olimpijskich 2018 w Pjongczang. W supergigancie była 20., a w zjeździe 16.

## Osiągnięcia

### Igrzyska olimpijskie
| Miejsce | Dzień     | Rok  | Miejscowość | Konkurencja | Czas biegu | Strata | Zwyciężczyni  |
| ------- | --------- | ---- | ----------- | ----------- | ---------- | ------ | ------------- |
| 20.     | 17 lutego | 2018 | Pjongczang  | Supergigant | 1:21,11    | +1,27  | Ester Ledecká |
| 16.     | 21 lutego | 2018 | Pjongczang  | Zjazd       | 1:39,22    | +1,95  | Sofia Goggia  |

### Mistrzostwa świata
| Miejsce | Dzień    | Rok  | Miejscowość       | Konkurencja | Czas biegu | Strata | Zwyciężczyni   |
| ------- | -------- | ---- | ----------------- | ----------- | ---------- | ------ | -------------- |
| 26.     | 3 lutego | 2015 | Vail/Beaver Creek | Supergigant | 1:10,29    | +3,49  | Anna Fenninger |
| 24.     | 6 lutego | 2015 | Vail/Beaver Creek | Zjazd       | 1:45,89    | +2,45  | Tina Maze      |

### Mistrzostwa świata juniorów
| Miejsce | Dzień       | Rok  | Miejscowość       | Konkurencja | Czas biegu | Strata      | Zwyciężczyni            |
| ------- | ----------- | ---- | ----------------- | ----------- | ---------- | ----------- | ----------------------- |
| 37.     | 1 marca     | 2009 | Ga-Pa             | Slalom      | 1:42,07    | +12,67      | Denise Feierabend       |
| 34.     | 2 marca     | 2009 | Ga-Pa             | Gigant      | 2:45,81    | +10,99      | Viktoria Rebensburg     |
| 21.     | 3 marca     | 2009 | Ga-Pa             | Supergigant | 1:19,80    | +3,09       | Viktoria Rebensburg     |
| 23.     | 6 marca     | 2009 | Ga-Pa             | Zjazd       | 1:19,60    | +2,31       | Marine Gauthier         |
| 5.      | 6 marca     | 2009 | Ga-Pa             | Kombinacja  | 54,00 pkt  | +117,12 pkt | Federica Brignone       |
| 20.     | 31 stycznia | 2010 | Region Mont Blanc | Supergigant | 1:32,21    | +1,55       | Marine Gauthier         |
| 48.     | 1 lutego    | 2010 | Region Mont Blanc | Slalom      | 1:34,47    | +10,27      | Christina Geiger        |
| 11.     | 4 lutego    | 2010 | Region Mont Blanc | Zjazd       | 1:20.89    | +1,56       | Jéromine Géroudet       |
| 11.     | 5 lutego    | 2010 | Region Mont Blanc | Gigant      | 1:38,34    | +1,46       | Mona Løseth             |
| 14.     | 5 lutego    | 2010 | Region Mont Blanc | Kombinacja  | 38,85 pkt  | ?           | Mona Løseth             |
| 14.     | 1 lutego    | 2011 | Crans-Montana     | Zjazd       | 1:32,11    | +1,89       | Lotte Smiseth Sejersted |
| DNF1    | 2 lutego    | 2011 | Crans-Montana     | Gigant      | 2:28,27    | -           | Sara Hector             |
| DNF     | 5 lutego    | 2011 | Crans-Montana     | Supergigant | 1:28,23    | -           | Elena Curtoni           |
| 16.     | 3 marca     | 2012 | Roccaraso         | Gigant      | 2:45,02    | +2,35       | Ragnhild Mowinckel      |
| 14.     | 5 marca     | 2012 | Roccaraso         | Supergigant | 1:06,99    | +0,88       | Annie Winquist          |
| 12.     | 22 lutego   | 2013 | Québec            | Gigant      | 2:22,23    | +2,07       | Lisa-Maria Zeller       |
| 10.     | 24 lutego   | 2013 | Québec            | Supergigant | 1:00,89    | +1,62       | Stephanie Venier        |
| 1.      | 26 lutego   | 2013 | Québec            | Zjazd       | 1:11,18    | -           | -                       |

### Puchar Świata

#### Miejsca w klasyfikacji generalnej
- sezon 2012/2013: 117.
- sezon 2013/2014: 83.
- sezon 2014/2015: 81.
- sezon 2015/2016: 74.
- sezon 2016/2017: 114.
- sezon 2017/2018: 76.
- sezon 2018/2019: 117.
- sezon 2019/2020: 71.
- sezon 2020/2021: 124.

#### Miejsca na podium w zawodach
Piot nie stawała na podium zawodów PŚ.